# Gavere
Gavere ist eine belgische Gemeinde in der Region Flandern mit 13.311 Einwohnern (Stand 1. Januar 2024). Sie liegt am Ufer der Schelde zwischen Gent und Oudenaarde.

## Geschichte

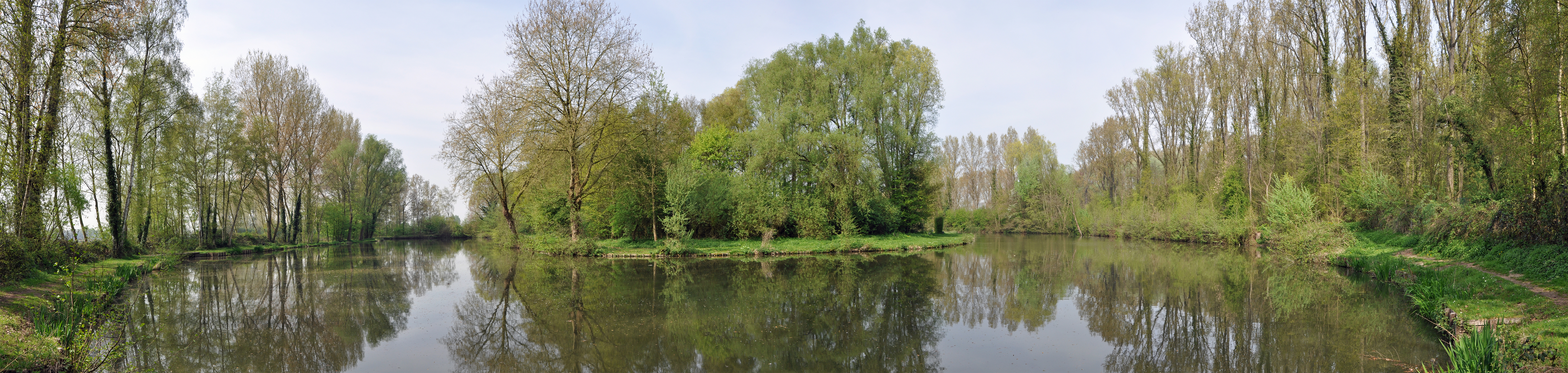
Alter Scheldearm bei Gavere

- Gavere ist bekannt wegen der Schlacht bei Gavere, die 1453 zwischen dem Herzog von Burgund Philipp dem Guten und den aufständischen Gentern ausgefochten wurde, die sich gegen zu hohe Steuern zur Wehr setzten.
- Im Teilungsvertrag von Meerssen 870 gehörte Dikkelvenne ("Ticlivinni") zu den Orten, die dem neuen Reich Karls des Kahlen zugeteilt wurden (Regesta Imperii I., Nr. 1480).
- In Boechaute, einem Weiler zu Dikkelvenne, wurde das älteste vollständig niederländischsprachige Dokument gefunden. Bei dem sogenannten Schöffenbrief (Schepenbrief) handelt es sich um eine notarielle Akte aus dem 13. Jahrhundert.
- Gavere war Zentrum einer ausgedehnten Baronie, die im Jahr 1518 zur Grafschaft erhoben wurde. Karl V. erhob das Land von Gavere im 16. Jahrhundert zu einem Fürstentum. Über die Familie Luxemburg-Fiennes gelangte das Gebiet an die Grafen Egmond. Erster Fürst war Lamoral von Egmond, dessen Nachkommenschaft diese Rechte bis zum Aussterben der Egmonds im Jahre 1707 innehatten. Nachfolger als Fürsten wurden die Egmond-Pignatelli, die diesen Titel bis 1793 führten, wo sie ihn im Zuge der Französischen Revolution verloren. Von der vormaligen Burg ist heute nur noch ein kleiner Ruinenrest übrig geblieben.

## Geographie

Karte von Gavere

Oudenaarde liegt 9 Kilometer südlich, Gent 13 km nördlich, Aalst 27 km östlich, Kortrijk 28 km südwestlich und Brüssel etwa 50 km östlich. Die Gemeinde Gavere grenzt an folgende Gemeinden bzw. Teilgemeinden:
a. Melsen (Merelbeke), b. Schelderode (Merelbeke), c. Munte (Merelbeke), d. Scheldewindeke (Oosterzele), e. Velzeke-Ruddershove (Zottegem), f. Dikkele (Zwalm), g. Beerlegem (Zwalm), h. Meilegem, i. Nederzwalm-Hermelgem, j. Zingem, k. Huise (Zingem), l. Ouwegem (Zingem), m. Nazareth, n. Eke (Nazareth), o. Zevergem (De Pinte)

## Gemeindegliederung
Gavere besteht aus sechs Teilgemeinden. Asper ist durch die Schelde vom Rest der Gemeinde getrennt. Durch Landstraßenbebauung sind Dikkelvenne, Gavere, Semmerzake und im geringeren Maße Vurste miteinander verwachsen.
Darüber hinaus gibt es noch zwei Weiler, Heedwijk und Sint-Janswijk.
| #   | Name        | Fläche km² | Bevölkerung (31. Dezember 2005) |
| --- | ----------- | ---------- | ------------------------------- |
| I   | Gavere      | 4,36       | 2819                            |
| II  | Asper       | 5,79       | 4234                            |
| III | Semmerzake  | 4,50       | 1446                            |
| IV  | Vurste      | 4,49       | 1051                            |
| V   | Dikkelvenne | 8,99       | 1889                            |
| VI  | Baaigem     | 3,79       | 565                             |

Quelle: Gemeinde Gavere

### Asper
Auf der Höhe von Asper liegt eine Schleuse auf der Schelde, an der 2007 Arbeiten begonnen und eine neue Fahrtrasse gegraben wurde. Bis 2010 sollen alle arbeiten abgeschlossen sein. Damit ist Asper eine der wenigen Orte die durch einen Eingriff in den Naturraum von seiner Hauptgemeinde getrennt sind.
Richtung Zingem – Steenweg 1 – befindet sich das vormalige Armenhaus. Es wurde 1863 gestiftet durch Sabrina De Groote, die seit 1836 Witwe von P. Fr. De Bock war. Es wurde ursprünglich durch Laien geleitet, um später durch die Kleriker vom Heilig Hart van Maria aus Nederbrakel übernommen zu werden.
Bis 1927 tat es Dienst als Seniorenheim. Danach wurde es Eigentum des OCMW und wird regelmäßig als Ausstellungsraum von IERMA (Ideas & Expressions of Real Modern Art) gebraucht. Edmond de Perre-Montigny war der Architekt. Auf der Vorderfassade gibt es einen Gedenkstein mit dem Text: gesticht door Juffrouw Sabina De Groote, huisvrouw van D'heer P. FR. De Bock, overleden te Asper den 30 april 1836. In Asper ist das Gebäude bekannt als der Hof van de gebroeders Vandenberghe, ein früherer Eigner des Gebäudes.

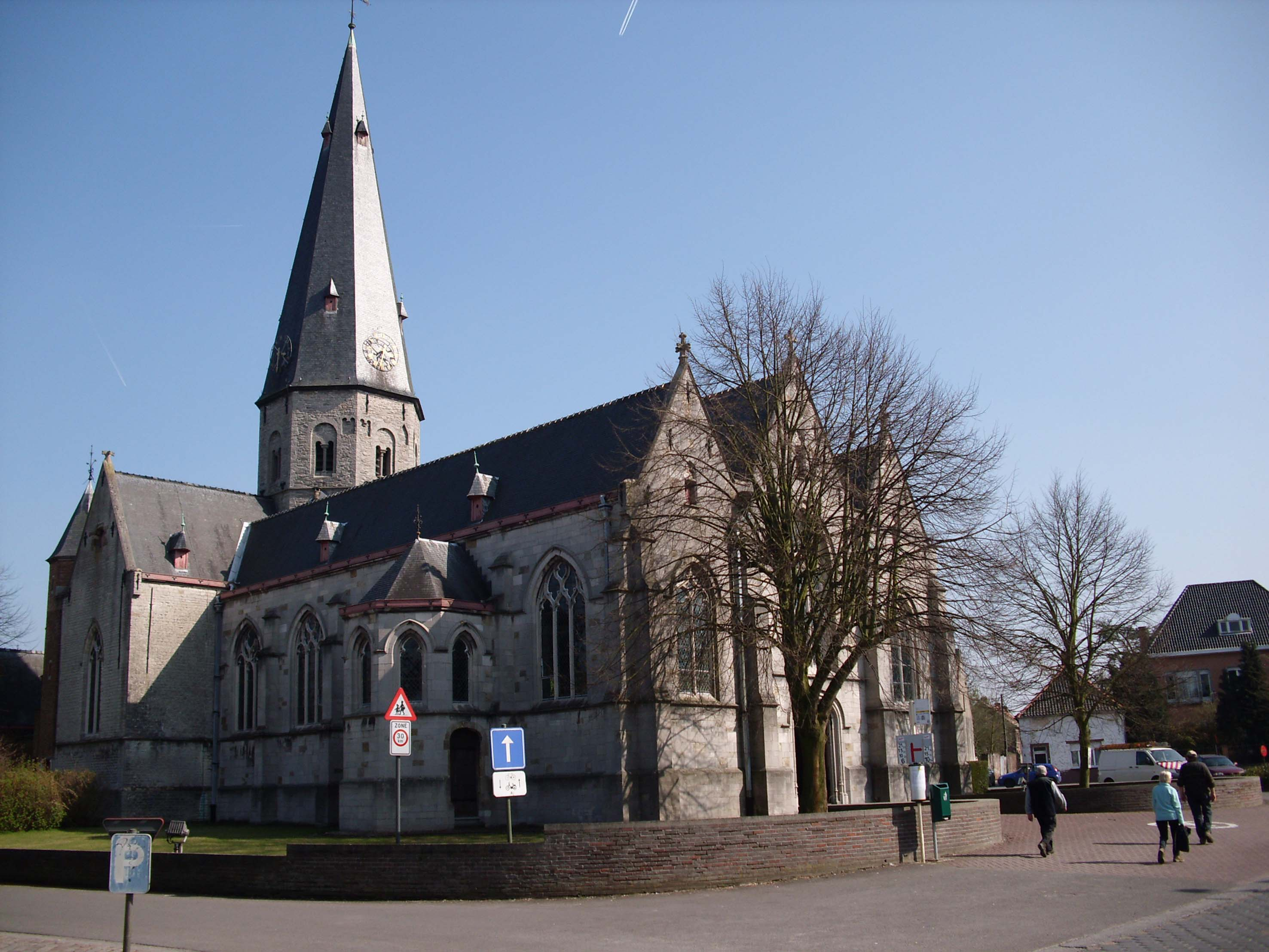
St, Martinuskirche, Asper.
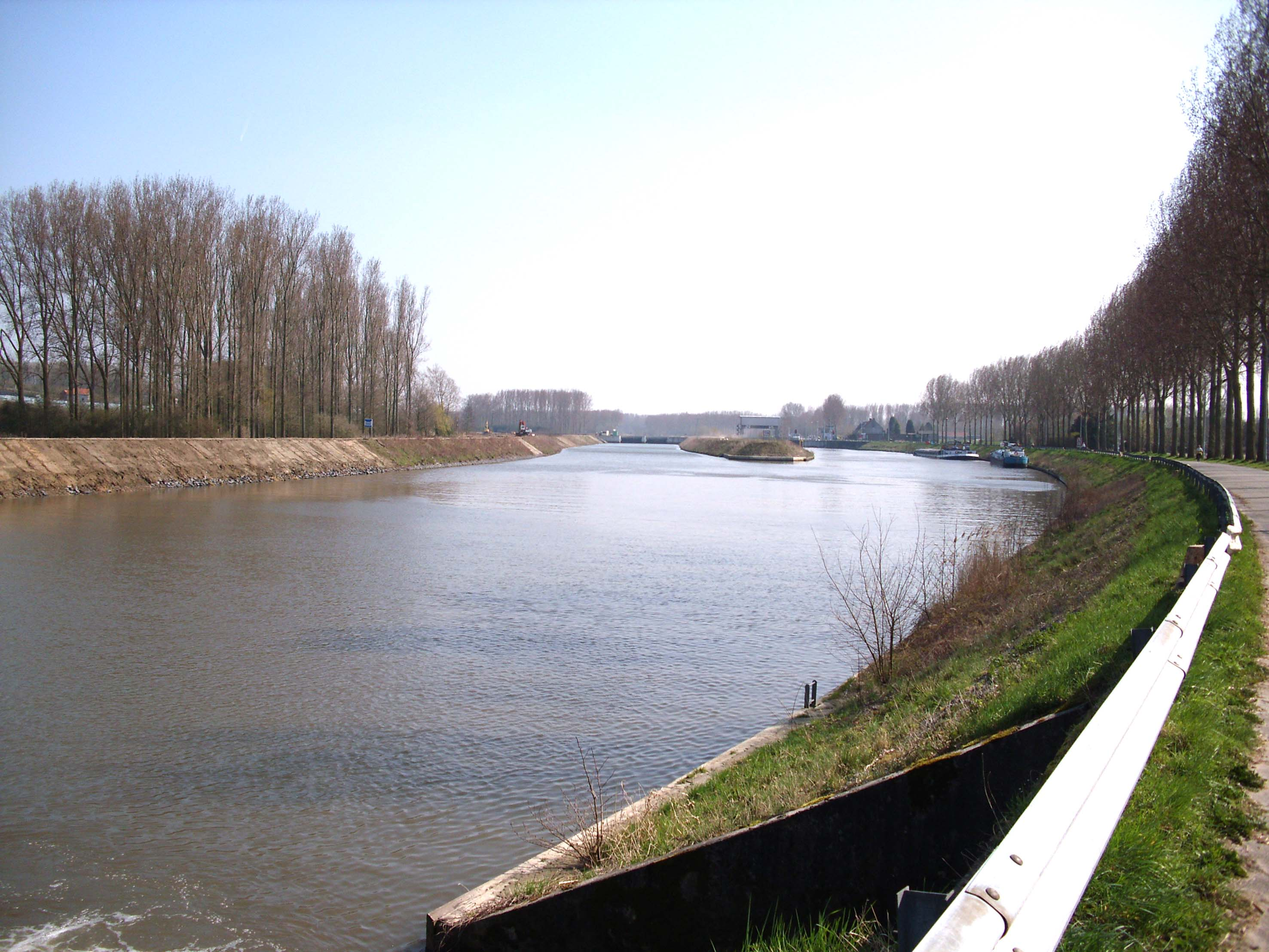
Die Schleuse(n) von Asper.
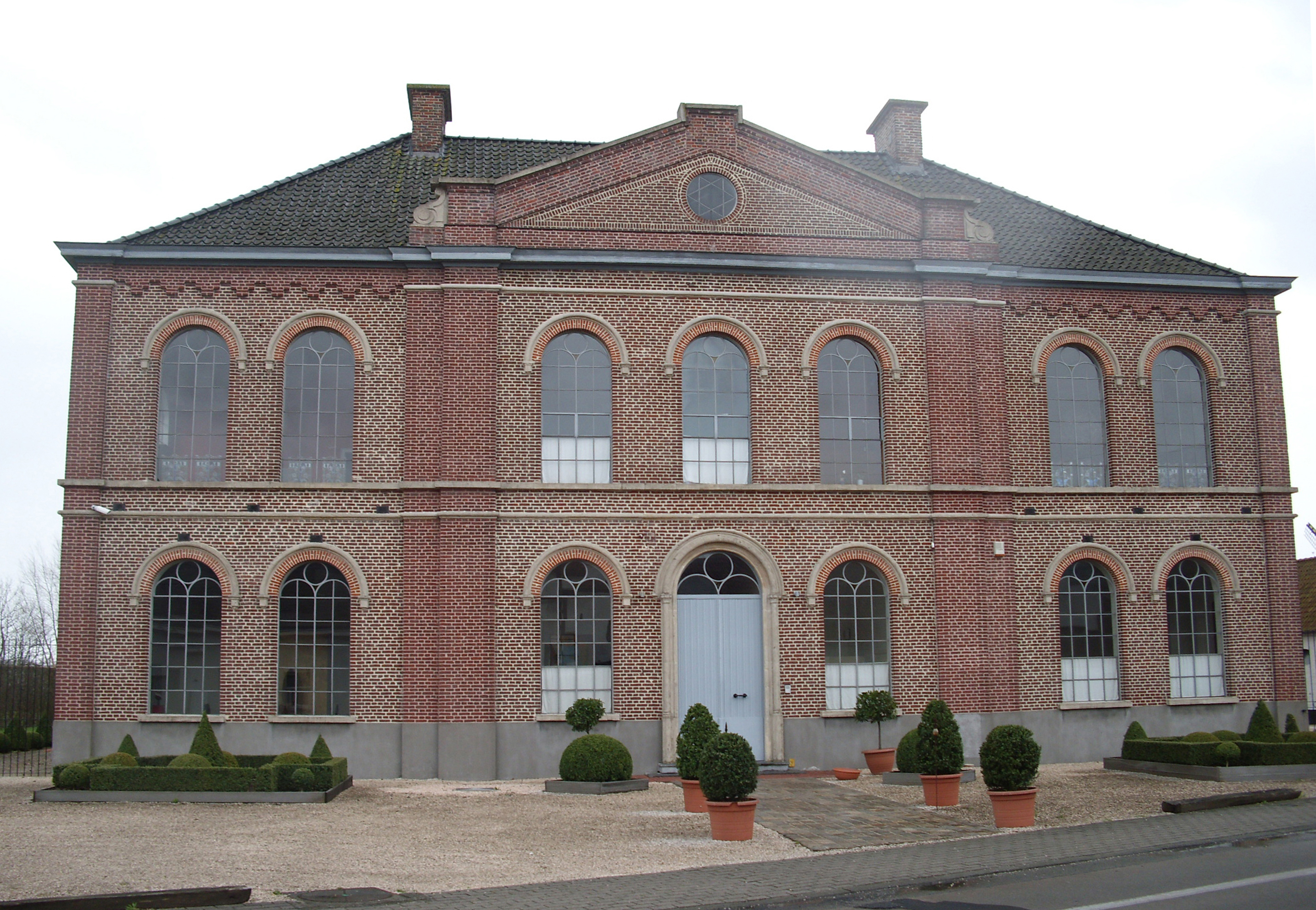
Das frühere Armenhaus.

#### Demographische Entwicklung
Quellen: NIS und Gemeinde Gavere; Opm:1806 bis einschließlich 1970=Volkszählungen; 1976, 2005=Einwohnerzahl am 31. Dezember

### Semmerzake
In der Teilgemeinde Semmerzake ist das militärische Luftfahrtkontrollzentrum untergebracht, das in der militärischen Luftfahrtkontrolle der NATO eine wichtige Rolle spielt.

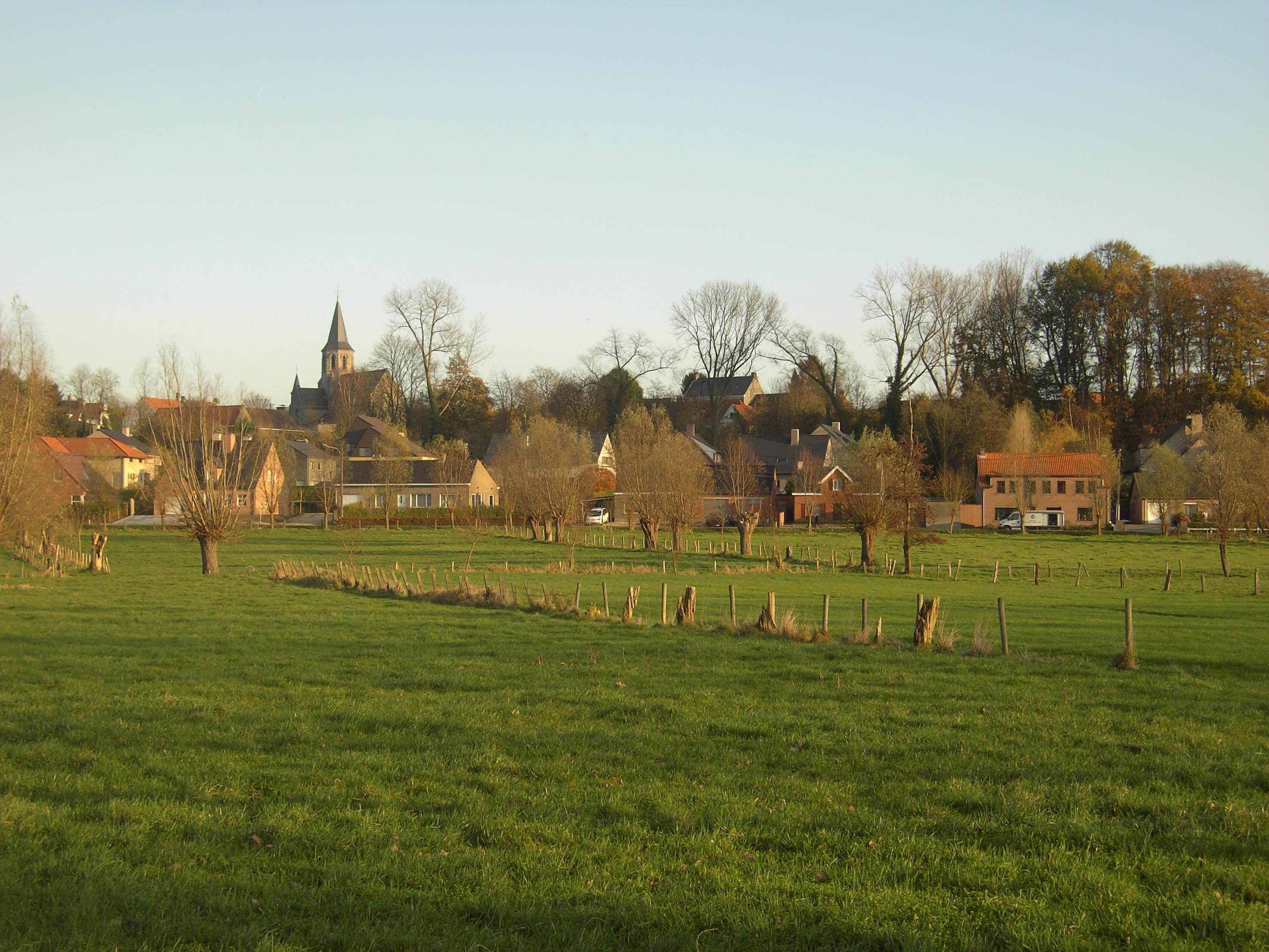
Sicht auf Semmerzake
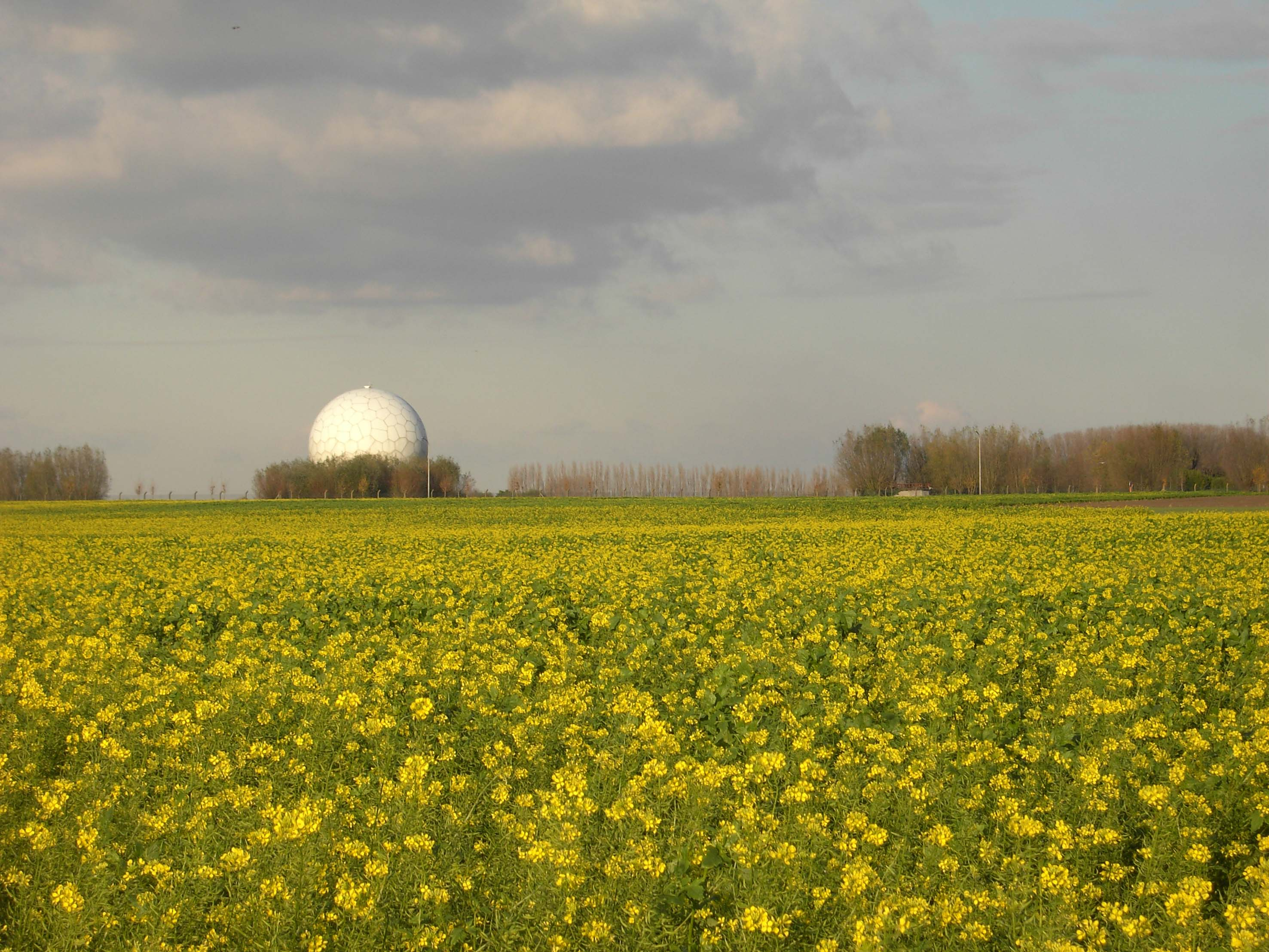
Radar in Semmerzake

### Vurste
Vurste liegt auf der Grenze zwischen Sandig und Sandlehmig Flandern, an der Schelde. Die dortige St. Martinskirche datiert im Ursprung aus dem 14. bis 15. Jahrhundert, wurde im 16. bis 19. Jahrhundert weiter vergrößert und zwischen 2000 und 2006 umgebaut. Die Kirche hat einen spitzen rechteckigen Turm. Das Barockkastell Borgwal steht leer und verfallen in der Landschaft, aber auf der stark ummauerten Domäne stehen die neuen Gebäude der Broeders van Liefde, die sich für die Versorgung geistig Behinderter einsetzen.

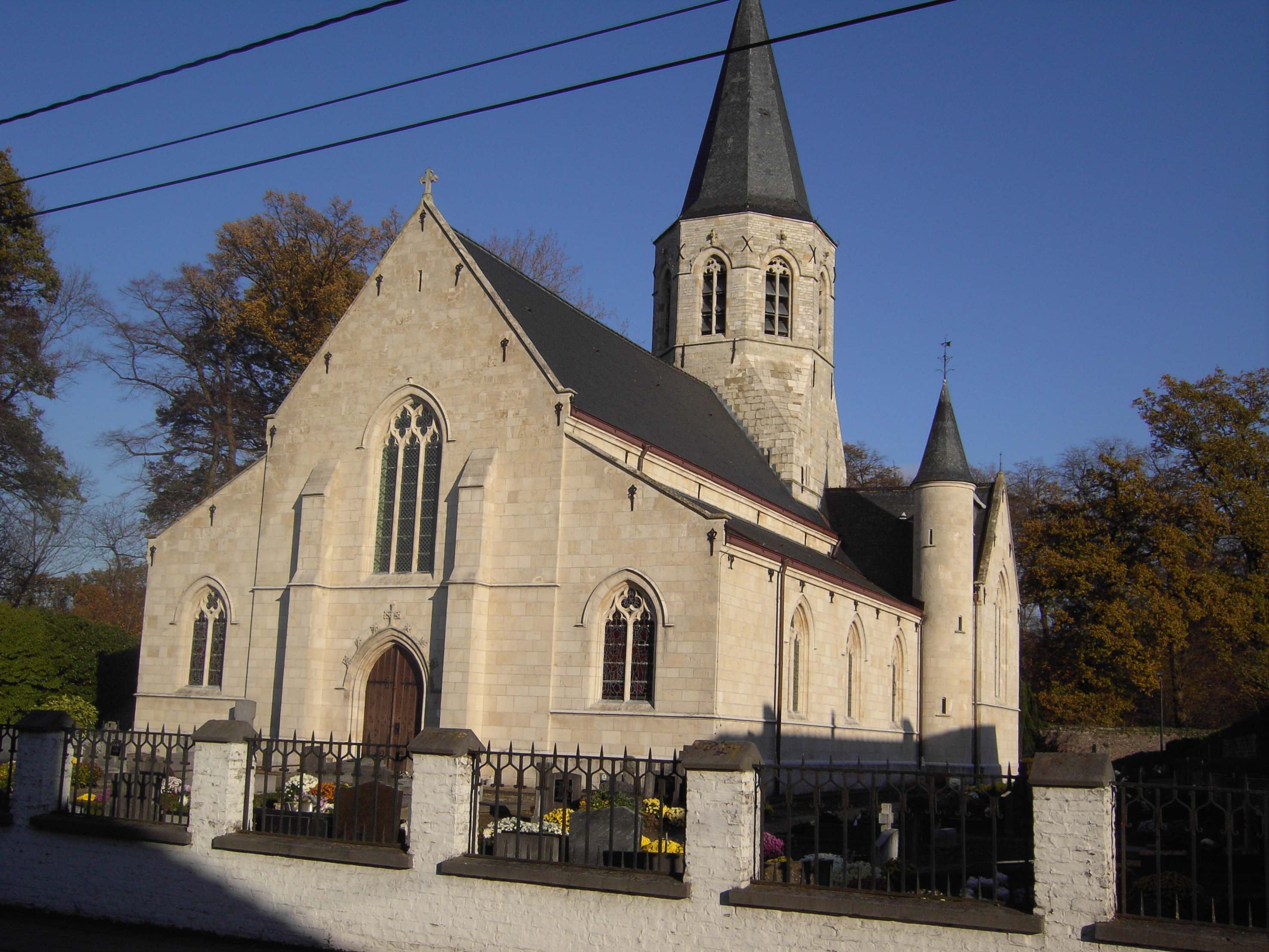
St. Martinskirche
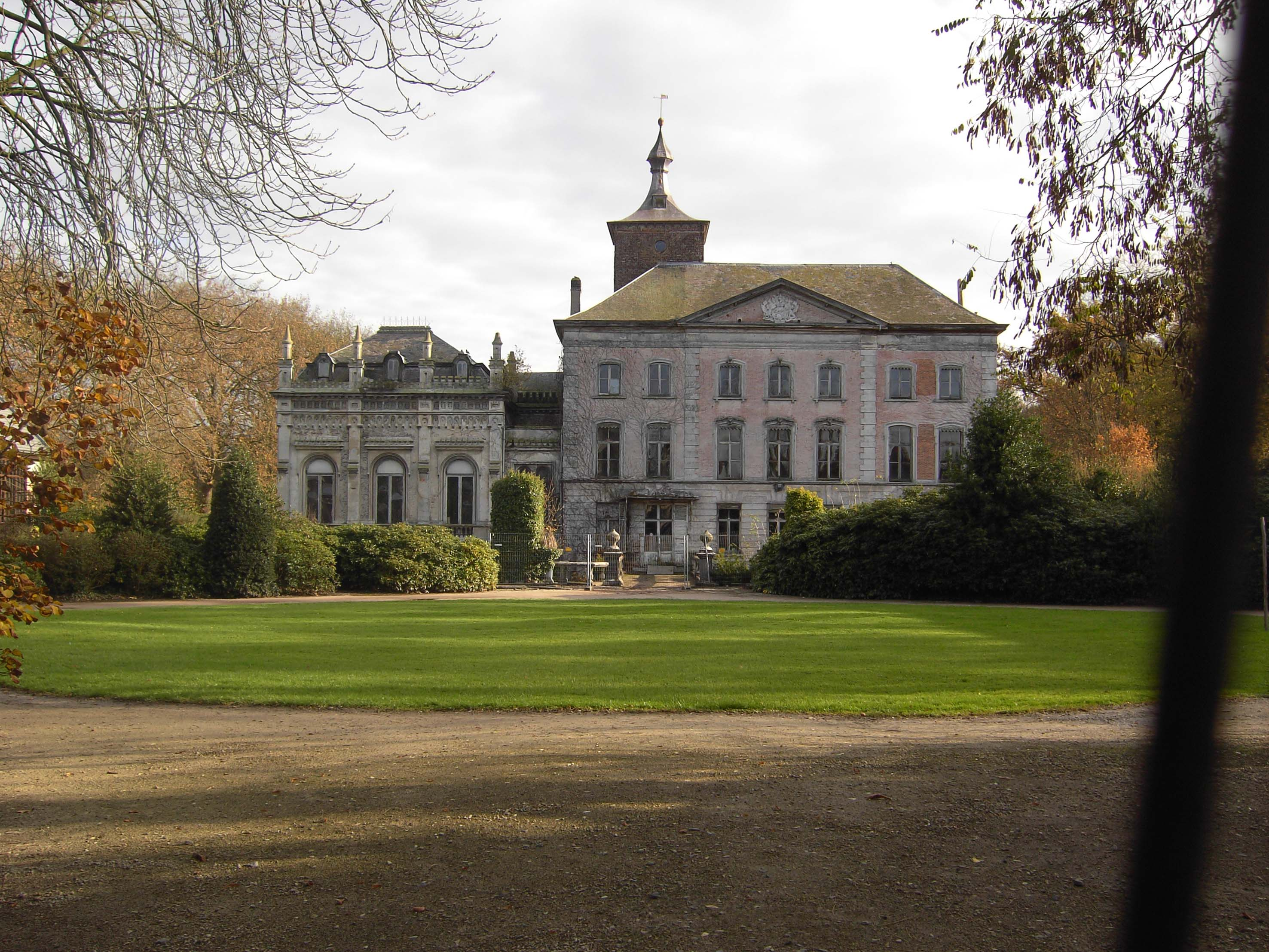
Kastell Borgwal

### Dikkelvenne

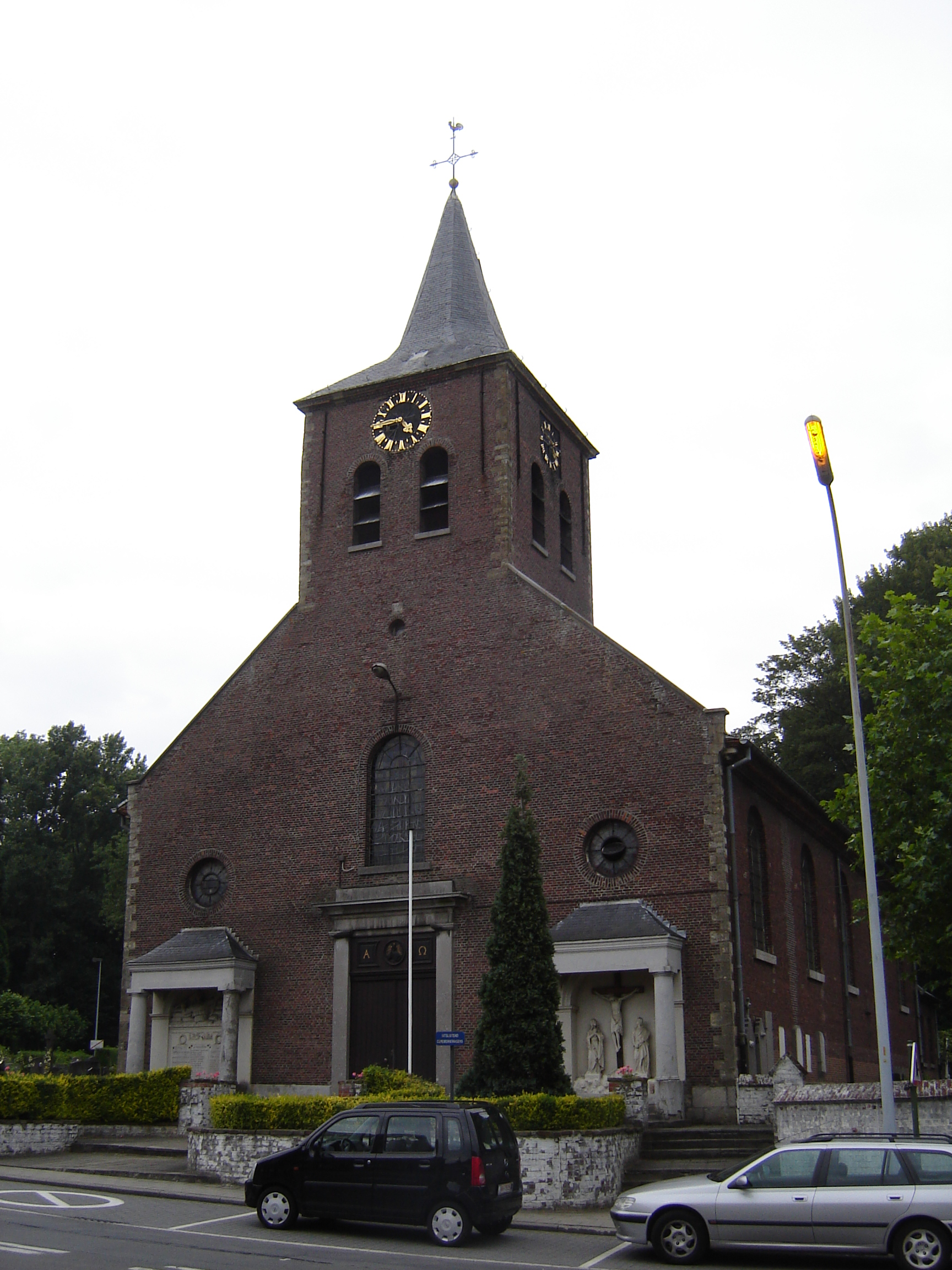
St. Petruskirche in Dikkelvenne
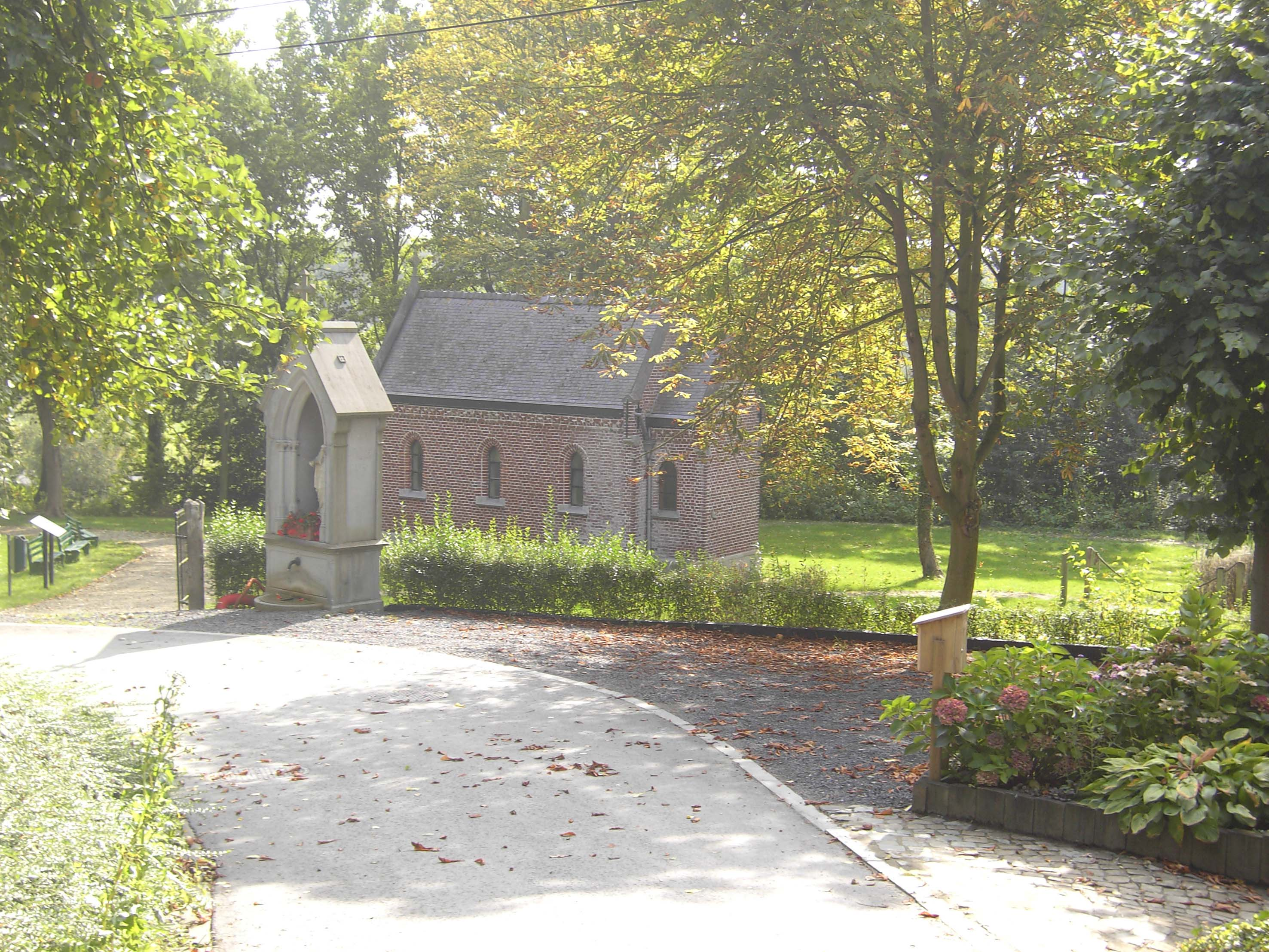
Kapelle der Heiligen Christiana, wo bis 1824 die Kirche stand.
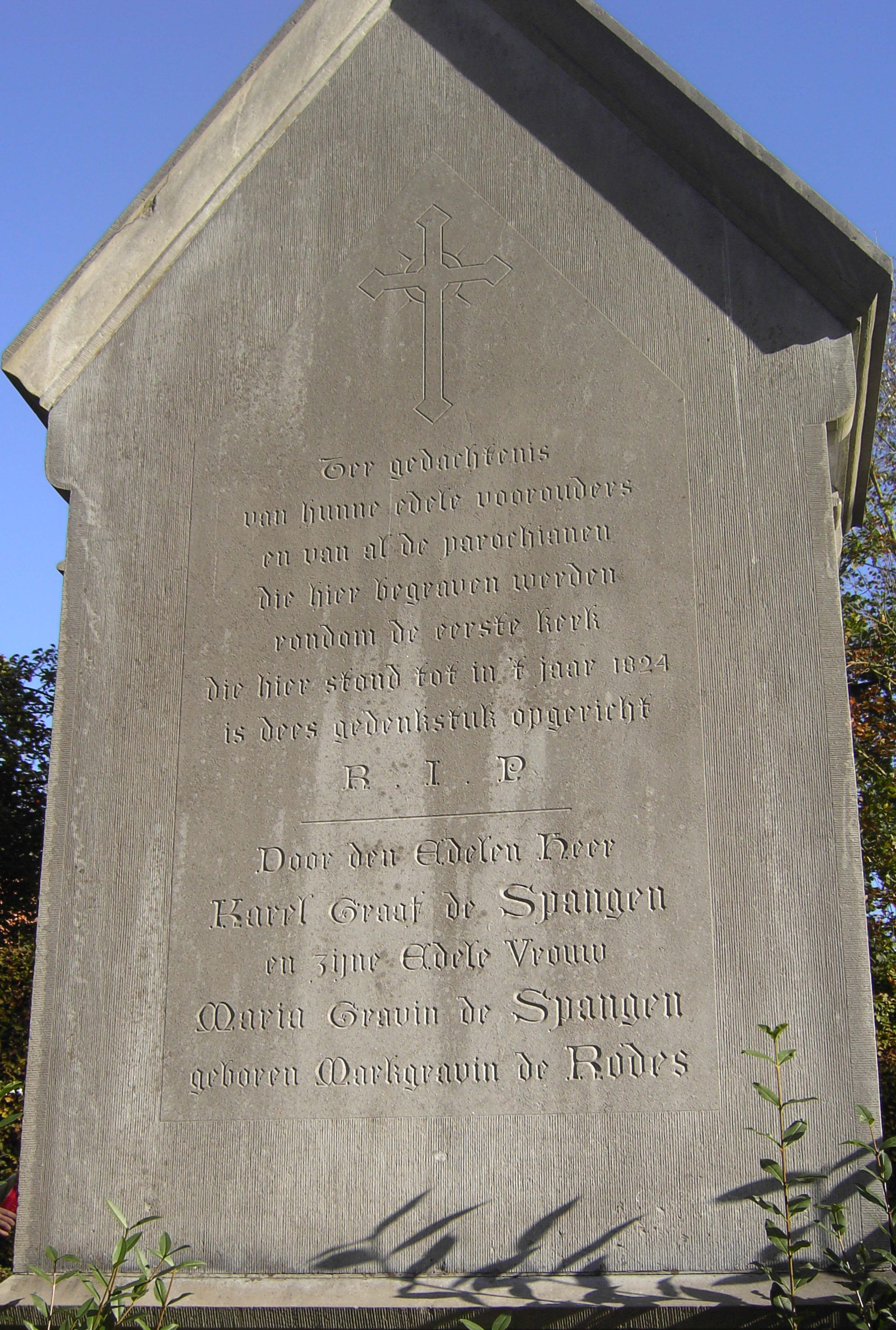
Gedenkstein anstelle der alten Kirche.

Parochie und Kirche von Dikkelvenne sind nach dem Heiligen Petrus benannt. Die alte Kirche stürzte 1824 ein und brannte darauf komplett nieder. Sie stand in "De Rotse" nicht allzu weit von der Schelde, wo sich nun eine Kapelle und Brunnen zur Ehre der Heiligen Christiana befinden. Eine neue St. Oetruskirche wurde 1826 eingesegnet. Nach Beschuss im Ersten Weltkrieg waren 1920 Wiederherstellungsmaßnahmen ausgeführt worden. Sehenswert ist die Tarandusmühle gelegen auf der Grenze mit Beerlegem.

### Baaigem

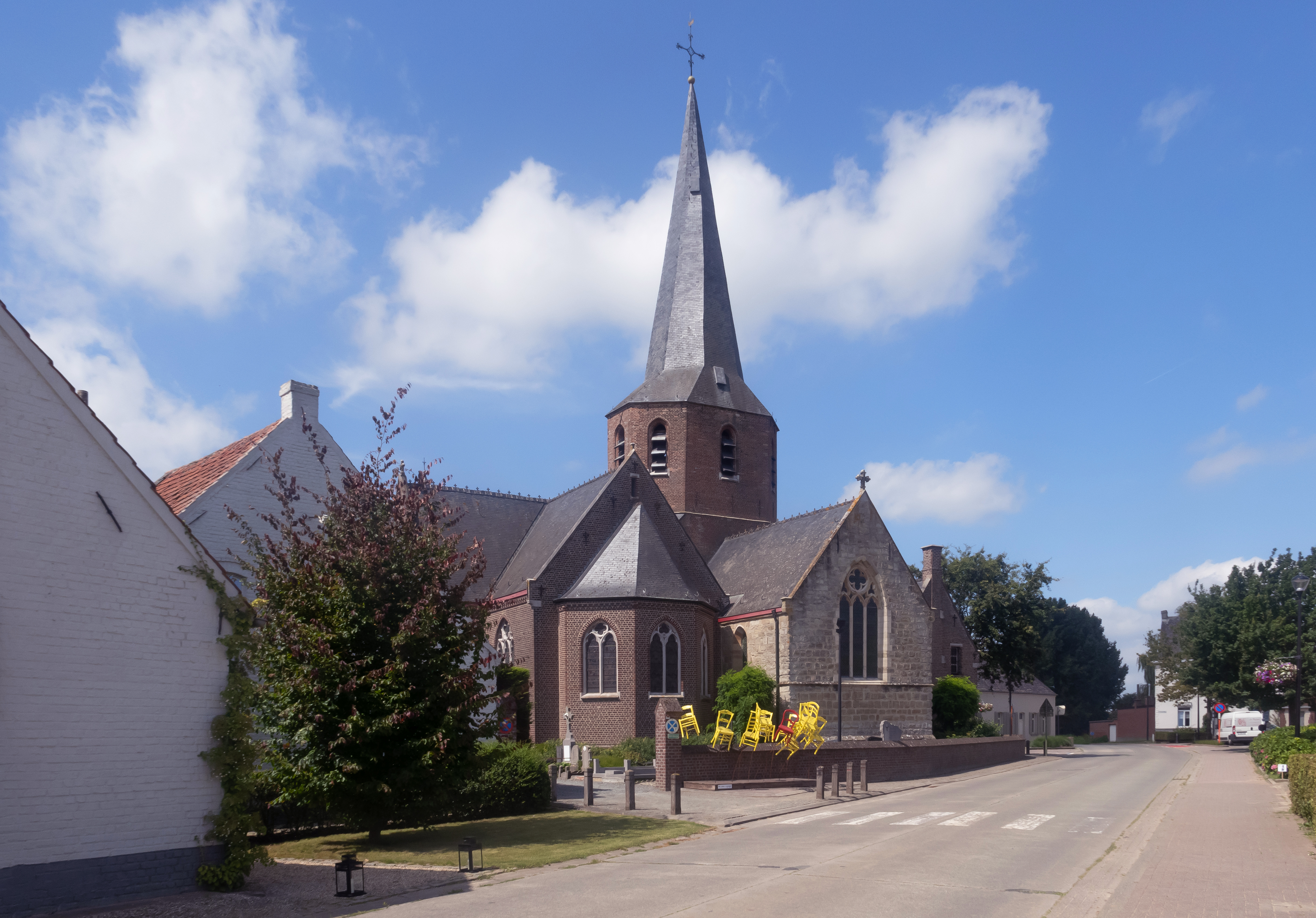
Baaigem, Kirche: parochiekerk Sint-Bavo

Baaigem hat nur 565 Einwohner und ist damit die kleinste Teilgemeinde von Gavere.

#### Demographische Entwicklung
- Bron: NIS; Opm:1806 t/m 1970=volkstellingen; 1976, 2005=inwoneraantal op 31 december

## Verkehr
Die nächsten Autobahnabfahrten befinden sich bei Deinze und Kruishoutem im Westen und De Pinte im Norden an der A14/E 17 sowie bei Wetteren im Osten an der A10/E 40.
Die Gemeinde besitzt einen Regionalbahnhof an der Bahnlinie Oudenaarde – Gavere – Gent.

## Sonstiges
In der Flandernrundfahrt 2007 war Gavere eine Station in der Runde.
Bürgermeister Hugo Leroy hatte 2009 einen kontroversen Auftritt in der VRT Sendung Man Bijt Hond, der in der nationalen Presse für Aufsehen sorgte.
Das Cyclocrossrennen Cyclocross Gavere findet seit 1983 im Ortsteil Aspen statt.